# Controverses liées au New York Times
Le journal The New York Times a fait l'objet de diverses controverses depuis sa création en 1851. C'est l'un des journaux les plus influents aux États-Unis et dans le monde. Il a notamment été critiqué pour des allégations d'antisémitisme, de biais éditoriaux, ainsi que pour sa couverture médiatique controversée concernant l'existence supposée d'armes de destruction massive en Irak, qui a influencé le soutien à la guerre d'Irak.

## Potentiel biais éditorial
Le journal, comme beaucoup d'autres, a été accusé au cours de son histoire de donner trop ou pas assez d'importance à certains événements.
Parmi les principales controverses, celles avant et pendant la Seconde Guerre mondiale d'avoir minoré les accusations contre le Troisième Reich d'expulser puis de tuer les juifs, en partie parce que l'éditeur du New York Times, juif lui-même, craignait que le journal apparaisse comme prenant parti pour la « cause juive ».
Une autre charge portée contre le journal fut sa couverture de l'Union soviétique par son correspondant Walter Duranty, accusé d'avoir aidé à masquer la famine en Ukraine organisée par Staline dans les années 1930.
Dans les années 1980, le journal fut aussi accusé par l'organisation Fairness and Accuracy in Reporting (en) et par les spécialistes des médias Noam Chomsky et Edward Herman de donner une couverture biaisée des événements en Amérique centrale et Amérique du Sud, particulièrement en insistant sur la violation des droits de l'homme commise au Nicaragua au détriment de celles perpétrées pendant les guerres civiles au Salvador et au Guatemala ou sous la dictature au Honduras.

## Relations entre des journalistes et la CIA
Le journaliste Carl Bernstein écrit en 1977 dans Rolling Stone,, :
1. Que le quotidien a fourni des cartes de presse à la CIA[7].
2. Que certains journalistes fournissaient du renseignement. Le rédacteur en chef de 1951 à 1954 dit avoir « entendu de nombreuses fois » que la CIA tentait de convaincre ses journalistes de participer au renseignement mais qu'il n'a pas connaissance qu'un l'ait fait. La CIA a refusé de dévoiler les noms.
3. Que Cyrus Sulzberger, neveu du patron du journal à l'époque, qui couvrait les affaires étrangères, publiait des articles de la CIA quasi mot pour mot. Il dément les accusations de propagande, mais ne nie pas qu'il a signé un accord de non-divulgation « je pense que je l'ai fait mais je ne suis pas sûr », il ne nie pas avoir fait du renseignement.
4. Qu'Arthur Hays Sulzberger, directeur de 1935 à 1961, aurait également fait une promesse à John Foster Dulles, secrétaire d'État américain à l'époque, qu'aucun journaliste n'irait en Chine sans son accord : quand Cyrius a reçu une invitation, il n'a pu partir[8].

Une enquête postérieure du Times lui-même a trouvé que :
1. Le journal était l'un des 300 qui achetait des articles du Foreign News Service, les articles étaient rédigés par des journalistes exilés de pays d'Europe de l'Est et l'agence était « fortement » financée par la CIA, même si un ministre polonais dit que la CIA ne contrôlait pas le contenu.
2. Deux de leurs correspondants étaient des agents secrets
3. Deux s'acquittaient de tâches pour la CIA
4. Un agent de liaison dînait régulièrement avec des rédacteurs du journal[9].
5. Pour 3 autres employés, un était un commercial, un n'avait pas connaissance d'être un contact de la CIA, et pour le dernier ce n'était pas clair[10].
6. Un journaliste a quitté le Times pour travailler au service de la CIA[11].
7. L'article confirme qu'un débriefing par la CIA des journalistes revenant de l'étranger était fréquent, même si cela est une affirmation globale, pas spécifique au Times. Dans les debriefings, les journalistes partageaient des détails peu intéressants pour le public mais qui l'étaient pour la CIA[12],[13].

Le journal est aussi accusé, par Noam Chomsky et Edward Herman, de médiatiser systématiquement les informations compromettantes pour les ennemis des États-Unis, et inversement de minorer les crimes de la politique étrangère des États-Unis et de leurs alliés.
Dans les années 1990, le journaliste américain Thomas Frank constate dans Le Monde diplomatique que les médias dominants américains présentent la France de façon dévalorisante et que le New York Times se fait « le procureur le plus constant dans sa mise en accusation de la France ».

## Publicité
Le New York Times, confronté à une baisse catastrophique de ses recettes publicitaires a inclus le 5 janvier 2009, pour la première fois de sa une, une annonce commerciale. Il brise ainsi le tabou qui voulait que la première page soit réservée aux informations « pures ».

## Affaire Judith Miller
En juin 2004, le journal a publié un éditorial dans lequel la rédaction reconnaît avoir diffusé des informations sans les vérifier suffisamment, et même des nouvelles fausses, en se basant sur des informations fournies par l'administration du président George W. Bush dans le cadre de la préparation de la guerre d'Irak du printemps 2003. Cinq des six articles mis en cause étaient signés ou cosignés par Judith Miller.
Considérée comme une reporter sans scrupule selon les uns ou comme la championne de la liberté d'expression selon les autres, elle avait préféré être incarcérée durant l'été 2005 plutôt que de compromettre ses sources dans l’affaire Plame-Wilson. Détenue pendant 85 jours, elle a reçu le soutien de sa rédaction pendant sa détention, notamment celui d'Arthur Ochs Sulzberger, Jr., directeur de la publication.
Elle a été désavouée publiquement après sa libération, aussi bien par les responsables de la rédaction que par des confrères du journal, qui estimaient qu'elle n'avait pas été honnête à propos de ses sources. Ainsi, trois rédacteurs dépeignirent Judith Miller comme une « semeuse de zizanie », alors que dans un courriel au personnel, Bill Keller, le directeur de la rédaction, estimait qu'elle semblait « avoir trompé » le responsable du bureau de Washington, ce qu'elle a démenti.
Dans un article, la chroniqueuse Maureen Dowd n'hésite pas à qualifier Judith Miller de « femme de destruction massive » et dénonce son manque de discernement quand elle avait relayé les affirmations de la Maison-Blanche sur l'existence d'armes de destruction massive en Irak.
Le journal reproche principalement à Judith Miller son manque de rigueur dans sa couverture de l'avant-guerre en Irak au début des années 2000.

## Affaire Jayson Blair
En 2003, un des jeunes journalistes du New York Times, Jayson Blair, avait inventé et plagié plusieurs articles. Il avait été licencié entraînant avec lui ses deux rédacteurs en chef.

## Tribune de John McCain
En juillet 2008, le New York Times refuse de publier une tribune de John McCain, candidat républicain à la présidence, une décision qui a particulièrement irrité son équipe de campagne.

## Embauche de Sarah Jeong
Le 1er août 2018, le New York Times recrute la journaliste Sarah Jeong au sein de son comité de rédaction. Une polémique éclate immédiatement sur internet après la découverte de nombreux tweets parfois considérés comme racistes à l'encontre des Blancs postés par Jeong. Le journal publie toutefois rapidement un communiqué pour affirmer son soutien à la journaliste. De son côté Jeong affirme qu'elle ne faisait que troller ses adversaires et déclare avoir été victime de cyberharcèlement,,.

## Recommandation d'un livre antisémite
En décembre 2018, le New York Times publie dans sa rubrique littéraire une interview de l'écrivaine Alice Walker dans laquelle elle déclare avoir parmi ses livres de chevet un livre complotiste antisémite de David Icke. Il est reproché[Qui ?] au journal de ne pas avoir apporté cette précision aux lecteurs, publiant l'interview sans commentaire,.

## Caricature antisémite
En avril 2019, le New York Times publie une caricature représentant un Donald Trump aveugle coiffé d'une kippa. Celui-ci tient en laisse un chien-guide figurant Benyamin Netanyahou, qui porte au cou l'étoile de David. La caricature fait l'objet d'une controverse qui amène la rédaction à présenter ses excuses sur Twitter, le surlendemain de la publication, évoquant une « image offensante » et une « erreur de jugement ». En juin 2019, le journal annonce qu'il ne publiera plus de caricatures politiques quotidiennes dans son édition internationale et a mis fin à ses relations avec deux caricaturistes sous contrat,.

## Proximité avec le gouvernement
En juin 2019, la rédaction du New York Times reconnaît avoir envoyé à l'administration Trump un article portant sur les relations russo-américaines, afin de le faire approuver avant publication. D'après l’ancien journaliste du New York Times James Risen, cette pratique serait récurrente, en particulier depuis l'administration George W. Bush. Il existe selon lui un « accord informel » entre le gouvernement et la presse, par lequel des représentants du gouvernement ou de la CIA « ont régulièrement entrepris des négociations discrètes avec la presse pour empêcher la publication d’articles sensibles concernant la sécurité nationale ».

## Utilisation d'informations mensongères sur Daech dans la sérieCaliphate
En octobre 2020, Shehroze Chaudhry, alias Abou Huzayfa, qui a été une des sources principales de la série d'articles de Rukmini Callimachi publiés le New York Times sur le fonctionnement de Daech, est arrêté par la police fédérale canadienne et mis en examen pour « incitation à craindre des activités terroristes » : il se faisait faussement passer pour infiltré dans l'organisation. Ses affabulations, publiées par le journal, qui n'avait cependant pas réussi à confirmer son engagement effectif dans Daech, ont pesé dans la décision du gouvernement canadien de refuser le rapatriement de ses ressortissants liés à Daech au Moyen-Orient. Le journal se livre alors à une auto-critique très sévère. Le journal a été vivement critiqué par d'autres médias américains. Le Los Angeles Times a laissé entendre que le New York Times était coupable d'alarmer la population sur la radicalisation des musulmans : « Caliphate permettait aux auditeurs d'entendre ce qu'ils voulaient entendre sur les musulmans. Et la peur fait vendre ».